# Ersan Gülüm
Ersan Gülüm (né le 17 mai 1987 à Carlton, Melbourne en Australie) est un footballeur international turc, qui possède aussi la nationalité australienne. Il évolue au poste de défenseur central, et rejoindra le club des Preston Lions à partir de 2022.
Après des débuts avec l'équipe d'Australie olympique, il intègre la sélection turque en 2013.

## Biographie

### En club

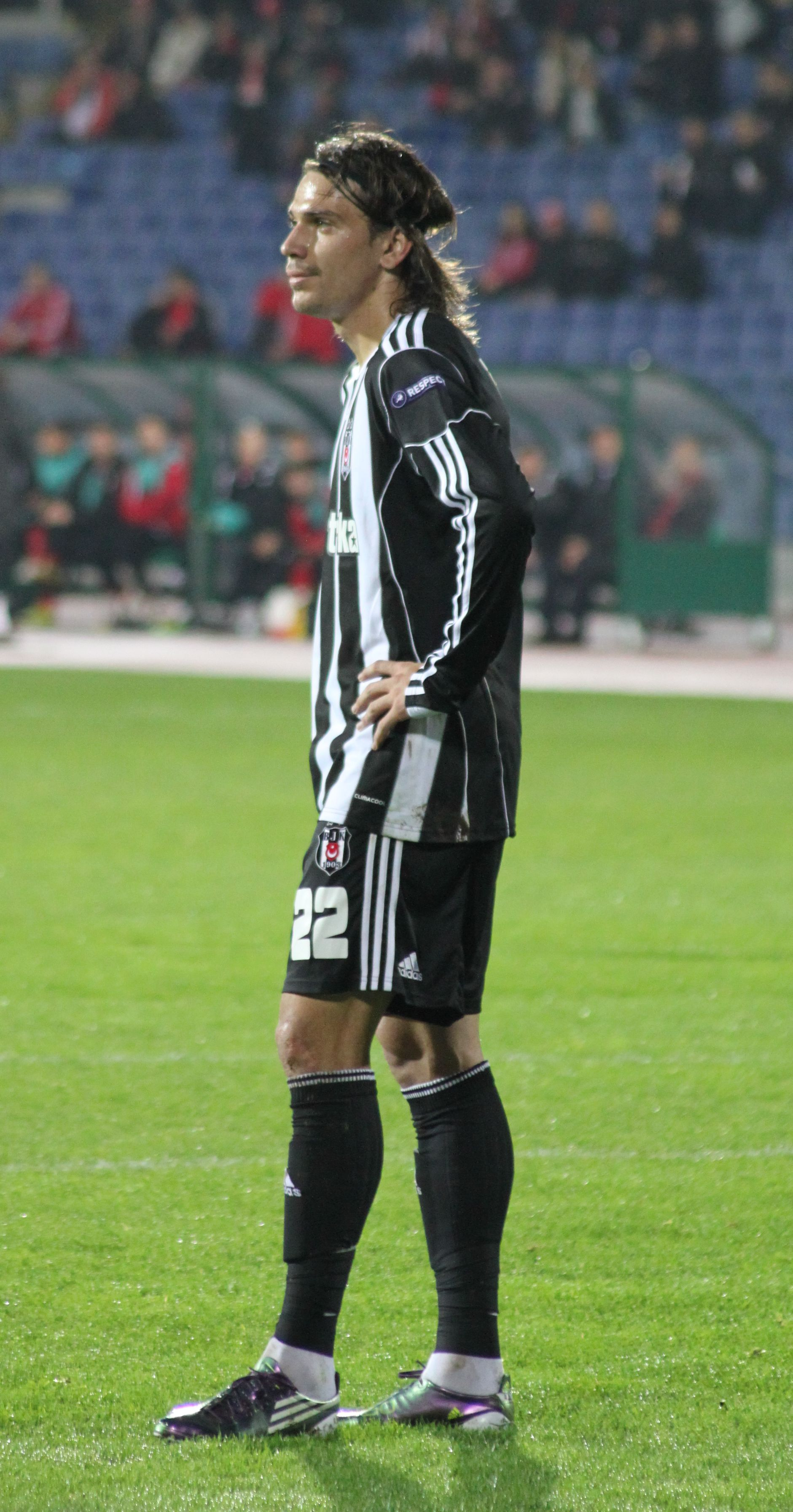
Ersan Gülüm avec Beşiktaş JK en 2010

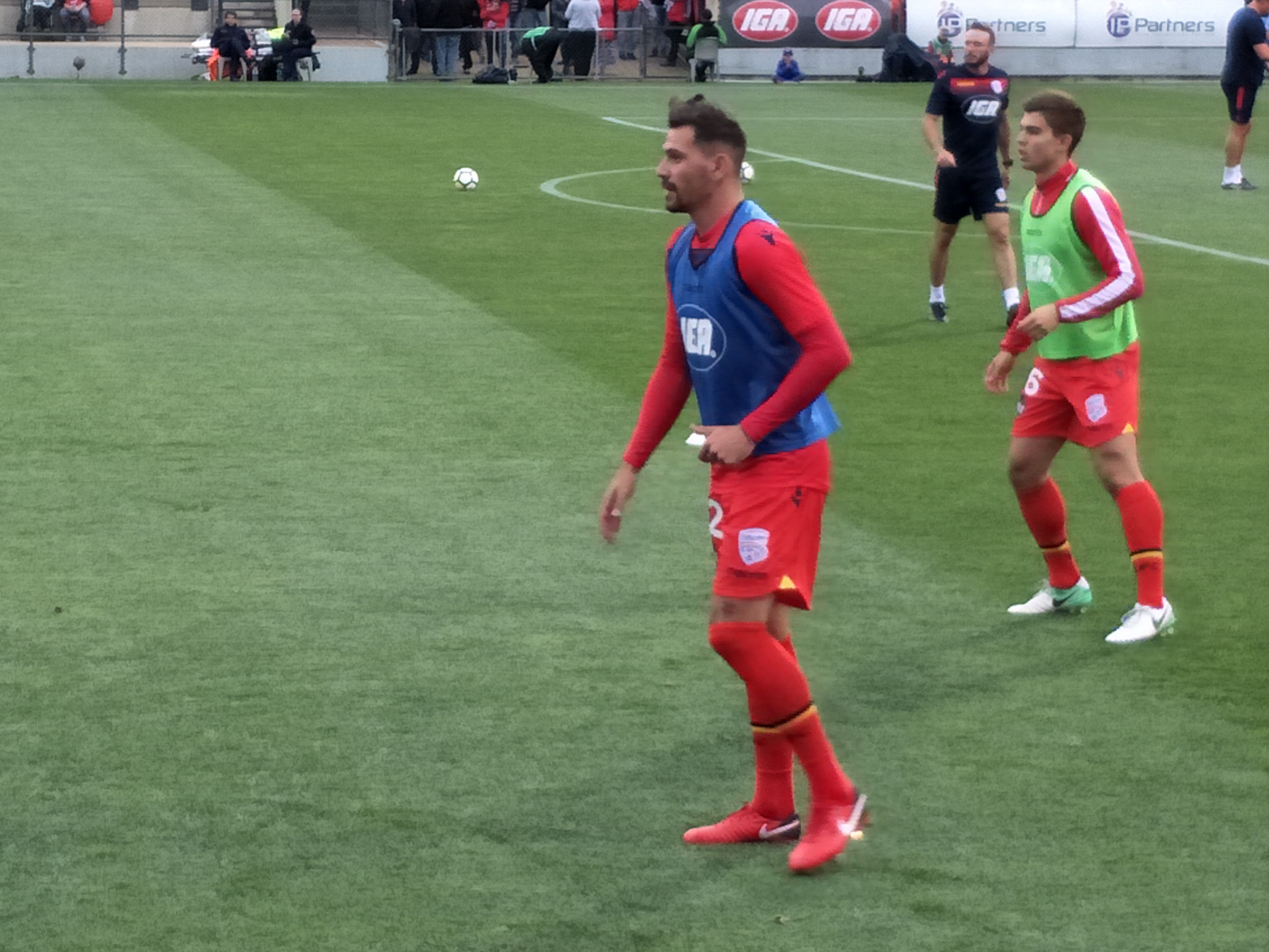
Ersan Gülüm à l'entraînement avec Adélaïde United en 2017

Ersan Gülüm commence sa carrière en Australie avec l'équipe de North Coburg. Il rejoint la Turquie en 2005, en s'engageant avec le club de Manisaspor. Avec Manisaspor, il joue deux matchs en première division. Il joue ensuite à Elazığspor et Adanaspor, équipes évoluant en deuxième division. 
Il est prêté lors de la saison 2010-2011 à Beşiktaş. Ersan Gülüm y remporte la Coupe de Turquie. Satisfait de ses performances, le club lève l'option d'achat à l'issue de la saison. Avec Beşiktaş, Ersan Gülüm dispute deux compétitions européennes : la Ligue des champions et la Ligue Europa. Il part ensuite en Chine pour jouer dans le club de Hebei China Fortune.
Le  14 octobre 2022, le Preston Lions FC annonce que Gülüm rejoindra le club à partir de 2022.

### En équipe nationale
Il reçoit sa première sélection en équipe de Turquie le 10 septembre 2013 contre la Roumanie, en remplaçant Umut Bulut à la 90e minute de jeu. Ce match remporté 2-0 compte pour les éliminatoires du mondial 2014.

## Palmarès
Beşiktaş JK
- Championnat de Turquie (2) :
  - Champion : 2015-16 et 2016-17.

- Coupe de Turquie (1) :
  - Vainqueur : 2010-11.